# Gunhildsgade
Gunhildsgade er en lille gade i byggeforeningen Vibekevang i Haraldsgadekvarteret på Ydre Nørrebro i København. Den er en sidegade til Lersø Park Allé, og ender hvor Vermundsgade og Vibekegade mødes.
Gaden er navngivet efter Gunhild, et oldnordisk kvindenavn, der også var meget populært i den tidligere middelalder. Begge led, både Gun- og -hild, betyder kamp. Bl.a. hed Svend Tveskægs mor Gunhild.
I 1950'erne lå der bl.a. et ismejeri ”Park” ved Edith Jensen i nr. 1, og i nr. 3 havde fotograf A. Olesen Dansk fotocentral. I 1970'erne boede direktør Margrethe Sonborg i nr. 1.